# Maurice Mourlot
Maurice Mourlot, né le 20 janvier 1906 à Paris où il est mort le 15 mars 1983, est un peintre, lithographe, graveur et dessinateur français.
Son frère, Fernand Mourlot (1895-1988), est le dirigeant de l’imprimerie lithographique Mourlot.

## Biographie
Maurice est le benjamin d’une famille de neuf enfants. Son père, Jules Mourlot, imprimeur-lithographe, remarque très tôt le talent de dessinateur de son plus jeune fils et reporte sur la pierre lithographique plusieurs de ses dessins. Bien qu’admis à l’école Estienne à Paris, le jeune garçon va à l’école primaire supérieure Turgot, plus proche du domicile familial (1920-1923).
En 1922, il commence à travailler à l’imprimerie familiale, no 18 rue de Chabrol à Paris, dirigée par Fernand, le frère aîné, après la disparition de leur père en 1920. Y travaillent également leurs frères et sœurs : Georges, Berthe, Jeanne et Andrée.
Entre 1928 et 1958, Maurice réalise de nombreuses affiches d’expositions pour les musées nationaux : le musée du Louvre, les musées Carnavalet et Marmottan, la Bibliothèque nationale, et de nombreux musées de province – illustrées par Le Petit déjeuner de Pierre Bonnard, Le Fifre d'Édouard Manet, La Récureuse de Jean Siméon Chardin. En copiant ainsi à l’huile les œuvres des grands peintres pour les reporter ensuite sur la pierre, il acquiert une parfaite maîtrise des techniques picturale et lithographique. 
En 1934, sa première exposition a lieu à la galerie Le Balcon à Paris.
Membre du Salon des indépendants de 1936 à 1946 (sauf pendant les années de guerre), il reçoit, en 1937, le prix de peinture de la ville de Paris, qui consiste en un séjour d’une année en Afrique du Nord d’où il rapporte une centaine d’œuvres (huiles, aquarelles, dessins).
Le 3 septembre 1939, il est mobilisé dans la compagnie du génie chargée du camouflage avec d'autres peintres et sculpteurs – Maurice Brianchon, Marcel Damboise, etc. – et le comédien Jean-Louis Barrault. Il réalise de nombreux carnets de dessins. Son meilleur ami, le peintre Richard Maguet (1896-1940) qui l’avait encouragé à pratiquer la peinture à l’huile, meurt sous le bombardement du pont de Sully-sur-Loire. Maurice Mourlot sera démobilisé à Miramont-de-Quercy et reprend son travail de lithographe.
En 1941, sur les conseils d’un ami, le peintre-graveur Pierre-Eugène Clairin (1897-1980), il acquiert l’ancienne mairie-école de Saint-Loup-de-Naud près de Provins (Seine-et-Marne) et s’y installe avec Marcelline, sa compagne.
De 1947 à 1959, il effectue de brefs séjours au Maroc, aux Pays-Bas, en Algérie, en Angleterre, en Suisse.
En 1960, il est nommé chevalier de l’ordre des Arts et Lettres.
Dessinateur-lithographe, Maurice Mourlot est l’œil artistique de l’Imprimerie Mourlot et il aide nombre de peintres à reporter leurs œuvres sur la pierre.
En 1953, avec son ami, Charles Sorlier – qui va devenir le lithographe attitré de Marc Chagall – il réalise la grande lithographie de La Fée Électricité pour Raoul Dufy.
À côté de son travail au service des peintres et écrivains, Maurice Mourlot commence, dans les années 1930, un œuvre personnel d’une grande diversité. Il ne cessera de peindre que trois jours avant sa mort.
On lui doit des tableaux à l’huile : paysages et cours de ferme, natures mortes, bouquets, scènes de marché, nus, autoportraits, animaux domestiques, oiseaux, animaux du jardin des Plantes, ainsi que des dessins et des lithographies en noir et blanc et en couleurs, des gravures sur bois.
Les lithographies et gravures sur bois de Maurice Mourlot ont été réalisées avec un très faible tirage : cinq, huit, vingt-cinq exemplaires au maximum.
Il signe ses premières toiles « Jean-Maurice Mourlot », puis simplement « Mourlot ». Il a vécu à l’écart de la vie publique, peu soucieux de succès et de reconnaissance.
Jusqu’en 1971, il travaille chez l’éditeur Pierre Bordas où il réalise, entre autres, la mise en page et l’iconographie des manuels de littérature française Lagarde et Michard.
À la mort de sa compagne, il s’installe en 1968 dans le petit atelier d’artiste rue de la Tombe-Issoire à Paris, où il meurt en 1983. Il repose à Paris au cimetière du Père-Lachaise.

## Œuvre
Un film dédié à l’œuvre de Maurice Mourlot, intitulé Le peintre et le gorille, a été réalisé à l'occasion du centième anniversaire de sa naissance par Vincent Wable (scénario de Jean-Pierre Hammer, adapté de la nouvelle éponyme). La vidéo est en libre accès.

### L'illustrateur
Maurice Mourlot a illustré de lithographies en couleur originales les ouvrages :
- Colette, Douze dialogues de bêtes, éditions du Moulin de Pen-Mur, Paris, 1945
- Edmond Rostand, Chantecler, Rombaldi, Paris, 1946
- Louis Pergaud, De Goupil à Margot, éditions Henri Kaeser, Lausanne, 1948
- Jean Estéoule, Promenade en Provence , 52 lithographies, éditions Jean Estéoule, 1954
- Joseph Kessel, Le Lion, éditions André Sauret, Monte-Carlo, 1972
- Frontispices pour les éditions André Sauret, Imprimerie nationale :
  - Georges Bernanos, Journal d’un curé de campagne, 1950 (série du Grand prix des Meilleurs romans du demi-siècle)
  - Paul Bourget, Le Disciple, 1953
  - Rudyard Kipling, Kim, 1956
  - Joseph Bédier, Le Roman de Tristan et Iseut, 1957

### Dans les collections publiques
Des estampes et dessins de Maurice Mourlot se trouvent au Cabinet des estampes de la Bibliothèque nationale de France à Paris, au musée de l'Albertina à Vienne (Autriche), des huiles, dessins et lithographies au Muséum national d'histoire naturelle, à Paris, ainsi qu’au musée des Années Trente à Boulogne-Billancourt.

## Expositions

### Principales expositions personnelles
- Paris, Galerie Le Poète, 1930
- Paris, Galerie Le Balcon, 1934

- Salon des Indépendants, 1936/1946
- Paris, Galerie André Maurice, 1950
- Participe au Salon d’Automne jusqu’en 1947
- Paris, Galerie Dina Vierny, 1953
- Paris, Galerie André Maurice, 1955

Expositions organisées par J.-P. Hammer, peintre et ami de M. Mourlot
- Nanterre, Galerie de l’Université (Paris X), 1971
- Paris, Galerie Durand-Ruel, 1974
- Paris, Galerie Ariel, Cité internationale universitaire, 1982
- Paris, Galerie Arlette Magnier Bonner, 1982
- Manche, château de Canisy, 1982
- Paris, Atelier Maurice Mourlot, 1985, 1986, 1987, 1988
- Bry sur Marne, Hôtel de Malestroy, 1987
- Fontainebleau, Galerie-Librairie Papyrus, 1988
- Provins, Hôtel de Savigny, 1988
- Staufen, Allemagne, Galerie Rombach-Scheuer, 1989
- Pont-Aven, Galerie L’Atelier d’Ernest, 1989
- Montpellier, Maison de Heidelberg, 1990
- Honfleur, Galerie Arts et tradition, 1990
- Vienne, Autriche, Institut culturel français, Palais Clam-Gallas, 1990
- Traun, Autriche, Städtische Galerie, 1991
- Heidelberg, Allemagne, Galerie Melnikov, 1991
- Tübingen, Allemagne, Institut culturel français, 1991
- Nancy, Galerie Ovadia, 1991
- Paris, Office marocain du tourisme, 1993
- Bretenoux, Lot, Office du tourisme, 1993
- Mayence, Allemagne, Institut français, 1993
- Paris, Atelier Maurice Mourlot, 1994
- Cabourg, Calvados, Galerie Arts et passion, 1995
- Touzac, Lot, La Source bleue, 1996
- Göllheim, Allemagne, Musée Uhlsches Haus, 1997
- Paris, Atelier Maurice Mourlot, 1998
- Charenton-le-Pont, musée Toffoli, 1999
- Saint-Céré, Lot, Maison des Consuls, 1999
- Bad Mergentheim, Allemagne, Galerie Forum, 2000
- Paris, Galerie du Montparnasse, rétrospective pour le vingtième anniversaire de sa mort, 2003
- Paris, Atelier Maurice Mourlot, 2004
- Paris, Galerie La Hune-Brenner, 2006
- Bretenoux, Lot, salle Ayroles, 2006
- Prudhomat, Lot, Château de Castelnau, musée national, 2007
- Paris, Cabinet d’histoire du Museum national d’histoire naturelle, 2011
- Bar-le-Duc, Hôtel historique le Marlorat, avec œuvres de J.-P. Hammer, 2022
- Paris, Atelier Maurice Mourlot, 2022, avec œuvres de J.-P. Hammer, 2022
- Bar-le-Duc, Le Marlorat, 2022
- Paris, Galerie LN Jacob, 2024

#### Livres et articles
- Jean-Pierre Hammer, Maurice Mourlot, préface de Charles Sorlier, éditions Hitzeroth, Marburg, 1987, 152 p., édition bilingue français-allemand (lire en ligne)
- Jean-Pierre Hammer, « Maurice Mourlot, témoin de la vie rurale », dans Nouvelles de l’Estampe, n° 139 (1995), pp. 21-26
- Jean-Pierre Hammer, « Maurice Mourlot, le Catalogue raisonné des estampes », dans Nouvelles de l’Estampe, n° 190 (2003), pp. 83-87
- Jean-Pierre Hammer, Maurice Mourlot au Maroc et en Algérie (1938). Aquarelles et pastels, Paris, Karthala, 2015, 68 p.

#### Catalogue raisonné des estampes
- Jean-Pierre Hammer, Maurice Mourlot, Catalogue raisonné des estampes, avant-propos de Michel Melot, ancien directeur du département des estampes de la bibliothèque nationale, Ibis Press, Paris, 2003, 128 p., édition bilingue français-allemand

#### Catalogues de vente
- Atelier Maurice Mourlot 1906-1983. Lithographies, dessins, huiles animaux, scènes de ferme, paysages, fleurs, natures mortes, vente aux enchères publiques, Drouot Richelieu, salle 3, 23 octobre 1989, Labat & Thierry, 22 p.
- L’Art de Maurice Mourlot ou le dessin fondateur. Tableaux, lithographies, bois gravés, dessins, texte de présentation de Jean-Pierre Hammer, vente aux enchères publiques, hôtel des ventes Favart, 19 novembre 2009, Françoise Caste-Deburaux, 34 p.